# Kvalifikace na Mistrovství světa ve fotbale 2026
Kvalifikace na Mistrovství světa ve fotbale 2026 začala 7. září 2023 zápasem kvalifikace CONMEBOL mezi Paraguayí a Peru. Skončí v březnu 2026.

## Kvalifikované týmy

Tým se kvalifikoval na závěrečný turnaj
Tým hraje kvalifikaci
Tým se nekvalifikoval
Tým odstoupil nebo byl vyloučen
Není členem FIFA

| Tým         | Kvalifikován jako                                 | Datum zajištění účasti | Pořadí účasti na MS | Po sobě jdoucí účasti na MS | Poslední účast | Nejlepší umístění                                   |
| ----------- | ------------------------------------------------- | ---------------------- | ------------------- | --------------------------- | -------------- | --------------------------------------------------- |
| Kanada      | Hostitel                                          | 13. června 2018        | 3.                  | 2.                          | 2022           | Základní skupina (1986, 2022)                       |
| USA         | Hostitel                                          | 13. června 2018        | 12.                 | 2.                          | 2022           | Bronz (1930)                                        |
| Mexiko      | Hostitel                                          | 13. června 2018        | 18.                 | 9.                          | 2022           | Čtvrtfinále (1970, 1986)                            |
| Japonsko    | Pozice ve skupině C (3. kolo asijské kvalifikace) | 20. března 2025        | 8.                  | 8.                          | 2022           | Osmifinále (2002, 2010, 2018, 2022)                 |
| Nový Zéland | Vítězové třetího kola oceánské kvalifikace        | 24. března 2025        | 3.                  | 1.                          | 2010           | skupinová fáze (1982, 2010)                         |
| Írán        | Pozice ve skupině A (3. kolo asijské kvalifikace) | 25. března 2025        | 7.                  | 4.                          | 2022           | Skupinová fáze (1978, 1998, 2006, 2014, 2018, 2022) |
| Argentina   | Pozice v tabulce jihoamerické kvalifikace         | 25. března 2025        | 19.                 | 14.                         | 2022           | (1978, 1986, 2022)                                  |
| Uzbekistán  | Pozice ve skupině A 3. kola asijské kvalifikace   | 5. června 2025         | 1                   | –                           | –              | –                                                   |
| Jižní Korea | Pozice ve skupině B 3. kola asijské kvalifikace   | 5. června 2025         | 12                  | 11                          | 2022           | 4. místo (2002)                                     |
| Jordánsko   | Pozice ve skupině A 3. kola asijské kvalifikace   | 5. června 2025         | 1                   | –                           | –              | –                                                   |
| Austrálie   | Pozice ve skupině C 3. kola asijské kvalifikace   | 10. června 2025        | 7                   | 6                           | 2022           | Osmifinále (2006, 2022)                             |
| Brazílie    | Pozice v tabulce jihoamerické kvalifikace         | 10. června 2025        | 23                  | 23                          | 2022           | Vítězové (1958, 1962, 1970, 1994, 2002)             |
| Ekvádor     | Pozice v tabulce jihoamerické kvalifikace         | 10. června 2025        | 5                   | 2                           | 2022           | Osmifinále (2006)                                   |

## Kvalifikace

### AFC
Kvalifikace se bude hrát na pět kol. Kvalifikuje se osm týmů a jeden do mezikontinentální baráže.
- 1. Kolo (12.–17. října 2023)
- 2. Kolo (16. listopadu 2023–11. června 2024)
- 3. Kolo (5. září 2024–10. června 2025)
- 4. Kolo (říjen 2025)
- 5. Kolo (listopad 2025)

### CAF
Hrají se dvě kola. Kvalifikuje se devět týmů a jeden bude hrát v mezikontinentální baráži.
Z kvalifikace odstoupila Eritrea. 6. února 2025 byly kvůli zásahům vlády do věcí fotbalového svazu zrušeny zápasy Konga.
- 1. Kolo (15. listopadu 2023–14. října 2025)
- 2. Kolo (10.–18. listopad 2025)

### CONMEBOL
Všichni členové kvalifikace budou hrát po dvou zápasech s každým týmem. Hraje se od 7. září 2023 do září 2025.
Ekvádoru byly odečteny 3 body za falšování rodných dokladů Byrona Castilla před minulým MS.
Kvalifikuje se šest týmů a jeden bude hrát mezikontinentální baráž.

### CONCACAF
Budou se hrát tři kola. Kvalifikují se tři týmy, dva půjdou do mezikontinentální baráže. Neúčastní se hostitelské země.
- 1. Kolo (22.–26. březen 2024)
- 2. Kolo (5. červen 2024–10. červen 2025)
- 3. Kolo (1. září–18. listopad 2025)

### OFC
Budou se hrát tři kola. OFC poprvé dostala jedno jisté místo na MS. Jeden tým postoupí do baráže.
- 1. Kolo (2.–10. září 2024)
- 2. Kolo (7. října–19. listopadu 2024)
- 3. Kolo (březen 2025)

### UEFA
Hrát se bude ve dnech 21. března 2025 – 31. března 2026. Týmy budou slosovány do dvanácti skupin, vítězové skupin se kvalifikují na MS, týmy z druhých míst budou hrát baráž.
Kvalifikaci nebude hrát Rusko, kvůli válce na Ukrajině.

## Baráž
Baráž bude hrát 5 týmů, po jednom z každé konfederace. Jako šestý tým se připojí reprezentace z hostitelské konfederace (CONCACAF).

## Střelci
Tučně jsou označeni hráči, kteří stále hrají kvalifikaci

### 12 gólů
- Almoéz Alí

### 10 gólů
- Son Hung-min
- Mahdí Taremí

### 9 gólů
- Alí Olwan
- Chris Wood

### 8 gólů
- Ajase Ueda
- Yazan Al-Naimat
- Sardar Azmoun
- Fábio Lima
- Aymen Hussein

### 7 gólů
- Luis Díaz
- Musa Al-Taamari

### 6 gólů
- Koki Ogawa
- Lionel Messi
- Kusini Yengi
- Miguel Terceros
- Joel Kojo
- Mohamed Salah
- Mohammad Mohebi
- Harib Abdalla